# Cole Ranch AVA
De Cole Ranch AVA is een American Viticultural Area in Mendocino County (Californië). Met z'n 25 hectare is Cole Ranch de kleinste wijnappelatie in de Verenigde Staten. Het wijngebied maakt bovendien deel uit van drie grotere appelaties, Mendocino AVA, Mendocino County en North Coast AVA.
De Cole Ranch AVA bevindt zich tussen de Russian River en de Anderson Valley. Al het gecultiveerde land binnen de grenzen van de appelatie is in het bezit van één wijngoed, de Esterlina Winery. Cabernet sauvignon, merlot en riesling zijn de meest aangeplante druiven in de AVA.